# Kowala (gmina w guberni lubelskiej)
Kowala – dawna gmina wiejska istniejąca w XIX wieku w guberni lubelskiej. Siedzibą władz gminy była Kowala.
Za Królestwa Polskiego gmina Kowala należała do powiatu nowoaleksandryjskiego w guberni lubelskiej.
Gmina została zniesiona w 1874 roku, a jej obszar włączono do gminy Karczmiska.